# Théâtre municipal de Haguenau
Le théâtre municipal de Haguenau est un monument historique situé à Haguenau, dans le département français du Bas-Rhin.

## Localisation
Ce bâtiment est situé au 2, place du Maire-Guntz à Haguenau.

## Historique
L'édifice fait l'objet d'une inscription au titre des monuments historiques depuis 1995.
Le théâtre de Haguenau situé au centre-ville, a été construit de 1842 à 1846 par un architecte sous le nom de Charles Morin 10 ans avant l'arrivée du chemin de fer en ville. Le théâtre a été remis en état en 2005, et offre d’excellentes conditions de confort, de sécurité et d’accueil pour les spectateurs comme pour les artistes.

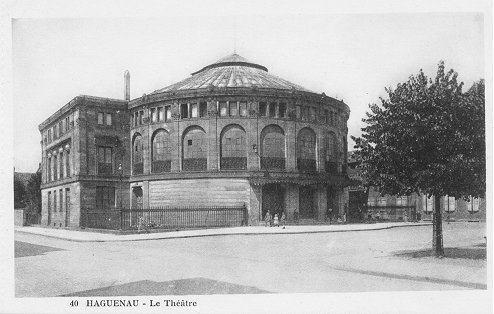

## Architecture
La façade est faite tout de grès des Vosges, la structure interne est entièrement métallique avec les colonnes en fonte. La capacité d’accueil de ce théâtre est de 450 personnes. Il est fait de façon italienne et muni d’une rotonde (du latin rotondus / rond). L’entrée se fait par la rotonde antérieure, occupée par la salle. La scène dans la partie postérieure du bâtiment communique avec les corps latéraux où se trouvent les décors, les deux foyers, les loges des artistes et le logement de fonction. Il témoigne d’une parfaite osmose entre l’esprit baroque propre à ce genre de structure et une approche contemporaine synonyme de modernité et d’innovation.